# Utočišta ptica selica na obali Žutog mora
Utočišta ptica selica uz obalu Žutog mora (kineski: 丹霞地貌, pinyin: dānxiá dìmào) je naziv za sustav plimnih blatina koji se smatra najvećim na svijetu. Ove blatine, kao i močvare i plićaci, izuzetno su produktivni i služe kao područja rasta za mnoge vrste riba i rakova. Međuplimna područja Žutog mora/Bohajskog zaljeva globalno su važna za okupljanje mnogih vrsta ptica selica koje koriste istočni azijsko-australazijski put. Velika okupljanja ptica, uključujući i neke od najugroženijih vrsta na svijetu, ovise o obali kao mjestu zaustavljanju za mitarenje, odmor, prezimljavanje ili gniježđenjem.
Zbog toga su ova područja upisana na UNESCO-ov popis mjesta svjetske baštine u Aziji 2019. godine.

## Odlike
Prvi dio zaštićenog područja uglavnom se nalazi na obali Žutog mora, a drugi dio u Bohajskom zaljevu. Zasad je svjetskom baštinom proglašen samo dio uz obalu Žutog mora u pokrajini Jiangsu. Tu prosječna dubina Žutog mora iznosi manje od 40 metara. Također, tu su vrlo velike količine nanosa iz rijeka (uključujući Jangce i Žutu rijeku), a naziv „Žuto more” dobilo jer ti sedimenti boje more žutom bojom. Nadalje, utjecaj rijeka na slanost mora je razvidan, kao i sezonske promjene, zimsko priobalno zaleđivanje i snažan utjecaj monsuna.
U staništu obitava 680 vrsta kralježnjaka, uključujući 415 vrsta ptica, 26 vrsta sisavaca, 9 vrsta vodozemaca, 14 vrsta gmazova, 216 vrsta riba i 165 vrsta insekata. Od njih je 17 ugroženih vrsta ptica: Calidris pygmaea (kritično ugrožena vrsta), Platalea minor (ugrožena vrsta), Ciconia boyciana (ugrožena vrsta), japanski ždral (ugrožena vrsta), Tringa guttifer (ugrožena vrsta), Calidris tenuirostris (ugrožena vrsta), žutokljuna čaplja (osjetljiva vrsta), dalmatinski pelikan (osjetljiva vrsta), kineska guska (osjetljiva vrsta), crni galeb (osjetljiva vrsta), ali i druge, manje ugrožene vrste kao što su: velika sprutka, riđa muljača, riđa sprutka, barska šljuka, veliki kulik, mongolska zviždovka i dr.

## Popis lokaliteta
Zaštićena su zasad dva lokaliteta u prefekturi Yancheng kineske pokrajine Jiangsu. Ti lokaliteti, ukupne površine od 188.643 ha, su:
| UNESCO ID | Ime                                  | Izvorno ime (kineski)        | Veličina   | Lokacija                  | Koordinate                                               | Odlike |
| --------- | ------------------------------------ | ---------------------------- | ---------- | ------------------------- | -------------------------------------------------------- | --- |
| 1606-001  | Nacionalni rezervat prirode Dafeng   | 江苏大丰麋鹿国家级自然保护区 | 144.839 ha | Kineska pokrajina Jiangsu | 32°55′55″S 121°1′0.53″E / 32.93194°S 121.0168139°E       | Izvorno osnovan 1986. god. za zaštitu milu jelena koji su bili gotovo izumrli. Danas je nezagađeno močvarno zemljište i najveći prirodni rezervat milu jelena na svijetu. Rezervat posjeduje 14 vrsta sisavaca, 182 vrste ptica, 27 gmazova i vrsta vodozemaca, te više od 299 vrsta insekata. Otkako je otvoren za javnost kao turistička atrakcija, rezervat je posjetilo više od milijun turista koji su se educirali za očuvanje divljih životinja i važnost zaštite okoliša.                                                            |
| 1606-002  | Nacionalni rezervat prirode Yancheng | 江苏盐城国家级珍禽自然保护区 | 43.804 ha  | Kineska pokrajina Jiangsu | 33°33′17.84″S 120°36′5.46″E / 33.5549556°S 120.6015167°E | Obala je duga 582 km, a područje pokriva 453.000 hektara, sa strogo zaštićenom jezgrom od 43.804 ha. Rezervat posjeduje više od 600 vrsta prirodne vegetacije, 379 vrsta ptica, 281 vrsta školjaka, 590 vrsta insekata, 47 vrsta sisavaca i još 490 vrsta biljaka. Kroz Yancheng svage godine prođe oko 3 mkilijuna ptica selica, od kojih pola milijuna tu i prezimi. Prirodni rezervat Yancheng posebno je poznat po mandžurskim ždralovima (Grus japonensis). Od 2012. god. je postao Ramsarskim područjem zaštićenog močvarnog područja. |

## Vanjske poveznice
- Nacionalni rezervat prirode Yancheng na službenim stranicama Ramsarske konvencije (engl.)